# 磐田東中学校・高等学校
磐田東中学校・高等学校（いわたひがしちゅうがっこう・こうとうがっこう）は、静岡県磐田市見付に所在し、中高一貫教育を提供する私立中学校・高等学校。略称は「磐東（ばんとう）」。

## 概要
1959年に高校が開校し、2003年に中学校が開校した。
特別選抜コースと総合進学コース、未来探求コースの3コースがある。

## 沿革
- 1959年 - 学校法人磐田東学園設立　磐田東高等学校設置。初代理事長に甚沢庄太郎、校長に西澤勘助就任。磐田市西貝塚1387番地に磐田東高全日制普通科開校（女子校）。
- 1962年 - 第2代理事長に赤松照彦就任、磐田市見付180-5に鉄筋3階建校舎完成・移転。
- 1964年 - 第2代校長に赤松照彦就任
- 1976年 - 中華民国台湾省彰化県正徳高級工商職業学校と姉妹校関係樹立
- 1978年 - 第3代校長に江塚幸夫就任
- 1979年 - 鉄筋造3階建校舎完成。第3代理事長に神谷芳男就任。創立20周年記念式典挙行
- 1981年 - 第4代校長に原田哲雄就任
- 1983年 - 第5代校長に清水満雄就任。鉄骨造平屋建科学技術棟完成
- 1984年 - 科学技術コース開設（男子を受け入れる）。鉄骨造2階建柔剣道場完成。
- 1985年 - 水泳場（25m）完成。鉄筋造3階建西館普通教室増築。
- 1986年 - 特進コース設置。
- 1987年 - 鉄筋造2階建部室棟、弓道場完成。
- 1988年 - 科学技術科設置
- 1989年 - 創立30周年記念式典挙行
- 1990年 - トレーニングルーム設置。第6代校長に鈴木忠夫就任。鉄筋造3階建研修会館完成。
- 1994年 - 第7代校長に加藤久米雄就任
- 1995年 - 第5代理事長に鈴木忠夫就任
- 1997年 - 鉄骨耐火被覆造7階建校舎完成
- 1998年 - 鉄骨造2階建体育館完成
- 1999年 - 第8代校長に山﨑賜就任。第6代理事長に加藤久米雄就任。創立40周年記念式典挙行
- 2001年 - モニュメント「磐（いわふね）」完成
- 2003年 - 英数科設置、磐田東中学校開校。第7代理事長に大石豊彦就任
- 2005年 - 科学技術科閉科。第9代校長に恩田征弥就任。第2グラウンド完成。
- 2007年 - 高校中学校舎をつなぐ歩廊完成
- 2008年 - グラウンド全面人工芝完成
- 2016年 - 第10代校長に石川佳彦就任と同時に理事長に恩田征弥就任。
- 2017年 - 校内食堂｢e-caffe｣オープン
- 2022年 - 磐田東中学校創立20周年｡第11代理事長に石川勇夫氏就任

## 部活動

### 運動部
- ソフトボール部
- 男子テニス部
- 女子テニス部
- 男子バレーボール部
- 女子バレーボール部
- 男子バスケットボール部
- 女子バスケットボール部
- 野球部
- 陸上競技部
- 弓道部
- 剣道部
- 男子サッカー部
- 女子サッカー部
- フットサル部
- ダンス部
- 水泳部

### 文化部
- 囲碁将棋部
- 演劇部
- 音楽部
- ロボット競技部
- 写真部
- 書道部
- 吹奏楽部
- 美術部
- ギター部
- 自然科学研究部
- 調理部

## 著名な卒業生

### サッカー選手
- 村主博正
- 藤ヶ谷陽介（元ガンバ大阪）
- 古橋達弥（元セレッソ大阪）
- 船谷圭祐（元ジュビロ磐田）
- 上田康太（クリアソン新宿）
- 八田直樹（ジュビロ磐田）
- 森下俊（ FC大阪トップチームコーチ）
- 伊藤洋輝（FCバイエルン・ミュンヘン）日本代表
- 萩原洪拓（アグレミーナ浜松）
- 和田新吾（元名古屋グランパス）同校体育教員兼サッカー部コーチ
- 押谷祐樹（福井ユナイテッドFC）
- 大畑拓也（藤枝MYFC）
- 佐藤和弘（大分トリニータ→松本山雅FC）
- 小川大貴（ジュビロ磐田）
- 上村岬（元ジュビロ磐田）
- 内田恭兵（AC長野パルセイロ）
- 梅村晴貴（元カターレ富山）
- 上原力也（ジュビロ磐田）
- 山下諒也（ガンバ大阪）
- 大西遼太郎（ロアッソ熊本）
- 森岡陸（ジュビロ磐田）
- 前田柊（ヴァンラーレ八戸）
- 松本拓也（FC岐阜）
- 三木直土（ジュビロ磐田）
- 清田奈央弥（ジュビロ磐田）
- 藤原健介（ジュビロ磐田）
- 後藤啓介（ジュビロ磐田）
- 舩橋京汰(愛媛FC) 在籍中(高校3年生)

### 野球選手ほか
- 齋藤誠哉（栃木ゴールデンブレーブス）
- 加藤脩平（読売ジャイアンツ）
- 鈴木博志（オリックス・バファローズ）
- 二俣翔一（広島東洋カープ）
- 森口壽樹（NPB審判員）

### アナウンサー
- 小嶋健太（静岡放送アナウンサー）

### アーティスト
- AKIRA（EXILE）
- Kouta（mulum）

## アクセス
- 遠鉄バス80中ノ町磐田線「見付」バス停下車徒歩約10分
- 遠鉄バス25城之崎線「城之崎東」下車徒歩約5分
- 平日の登校時間に限り、80中ノ町磐田線「浜松駅発磐田駅、磐田東高経由磐田営業所行き」の運行もある（降車バス停は「東高校」）。
- 土日祝日の登校時間に限り、21城之崎線「磐田駅発磐田東高経由磐田営業所行き」の運行もある（降車バス停は「東高校」）。